# 勒克 (奥德省)
勒克（法語：Leuc，法語發音：[løk] ⓘ）是法国奥德省的一个市镇，位于该省中北部，属于卡尔卡松区。

## 地理
勒克（43°8'48"N, 2°19'24"E）面积11.28 平方千米，位于法国奧克西塔尼大區奥德省，该省份为法国南部沿海省份，北起塔恩省，西北接上加龙省，西接阿列日省，南至东比利牛斯省，东临地中海，东北与埃罗省接壤。
与勒克接壤的市镇（或旧市镇、城区）包括：卡瓦纳克、库富朗斯、洛凯河畔拉代恩、韦尔泽耶、维勒弗卢尔、帕拉雅。

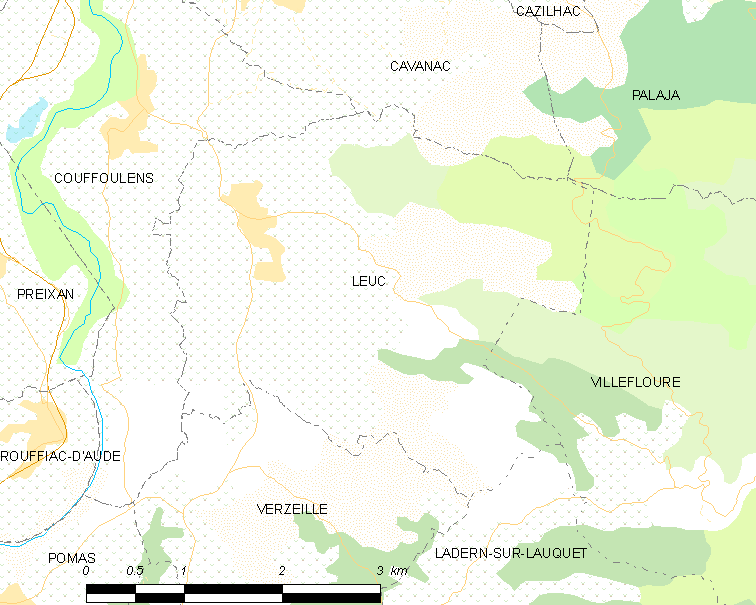
的OSM定位图

勒克的时区为UTC+01:00、UTC+02:00（夏令时）。

## 行政
勒克的邮政编码为11250，INSEE市镇编码为11201。

## 政治
勒克所属的省级选区为卡尔卡松第二县。

## 人口

1962-2008年间人口变化图示

勒克于2022年1月1日时的人口数量为823人。